# Arrows A4
Der Arrows A4 ist ein Formel-1-Rennwagen des britischen Automobilsportteams Arrows, der in der Formel-1-Weltmeisterschaft 1982 eingesetzt wurde. Der A4 war ein vom Vorgängermodell A3 abgeleitetes Übergangsmodell, das noch vor dem Ende der Saison durch den vollständig neu konstruierten Arrows A5 ersetzt wurde.

## Entstehungsgeschichte
Das 1978 gegründete Team Arrows hatte in den Jahren 1980 und 1981 den von Dave Wass entwickelten A3 mit Cosworth-Saugmotor eingesetzt und mit ihm 10 bzw. 11 Weltmeisterschaftspunkte erzielt, woraus die Plätze 7 (1980) und 8 in den Konstrukteursmeisterschaften resultierten. Für 1982 brachte Arrows zum Jahresbeginn das vom A3 abgeleitete Modell A4 heraus, das nach wie vor einen Saugmotor hatte und sich gegenüber den deutlich leistungsstärkeren Konkurrenzfahrzeugen mit Turbomotoren schwertat. Nach einem schwachen Start in der ersten Saisonhälfte 1982 mit wiederholten Nichtqualifikationen erkannte Arrows, dass das drei Jahre alte Konzept des A4 ausgereizt war. Deshalb begann das Team mit der Entwicklung eines Nachfolgers, der sich von den bisherigen Arrows-Konstruktionen absetzen sollte. Vorbild des kommenden Modells war der erfolgreiche FW08 von Williams, dessen Fahrer Keke Rosberg während der gesamten Saison 1982 einer der Weltmeisterschaftsfavoriten war und letztlich auch den Titel gewann. Der neue A5 war Ende August 1982 einsatzbereit. Arrows baute nur ein Exemplar, das bei drei Weltmeisterschaftsläufen an den Start ging und parallel zum A4 eingesetzt wurde. Für die Saison 1983 wurde der A5 zum A6 weiterentwickelt.

## Modellbeschreibung
Der Arrows A4 ist ein Auto, das in der Literatur als konventionell oder unspektakulär beschrieben wird. Er hat ein Vollmonocoque aus Leichtmetall. Bei ihm verwendete Arrows erstmals Sandwichplatten mit Wabenkern. Das Auto war als Wing Car konstruiert: Der Boden und die Seitenkästen sind so profiliert, sodass ein Bodeneffekt entsteht. Die Seitenkästen schließen den Unterboden ab und verstärken damit den Saugeffekt.
Der Arrows A4 wird wie alle vorangegangenen Rennwagen des Teams von einem 3,0 Liter großen Achtzylinder-Saugmotor von Cosworth angetrieben (Typ DFV), der ungeachtet dessen, dass viele Teams nach und nach auf Turbomotoren umstellten, zu dieser Zeit noch immer das am weitesten verbreitete Triebwerk war. Die Kraftübertragung übernahm – wie bei fast allen Rennwagen dieser Generation – ein handgeschaltetes Fünfganggetriebe von Hewland (Baureihe FG400A).
Die Aufhängung war vom Vorgänger A3 übernommen.

## Produktion
Arrows baute insgesamt fünf Autos vom Typ A4. Die ersten drei Chassis entstanden bereits Ende 1981. Das Chassis A4/2 wurde bei einem Testunfall Marc Surers in Südafrika im Januar 1982 vor dem ersten Rennen der Saison schwer beschädigt und nicht wieder aufgebaut. Das Team begann die Saison deshalb allein mit den Chassis A4/1 und A4/3. Zum Großen Preis von Brasilien wurde der A4/4 als drittes Einsatzauto fertiggestellt, zum Großen Preis von Kanada komplettierte Arrows den A4/5. Er ersetzte den A4/4, der zuvor in Detroit bei einem Unfall zerstört worden war.

## Lackierung und Sponsoren
Der Arrows A4 war weiß und orangefarben lackiert. Größte Sponsoren waren die Skischuh-Marke Nordica sowie Ragno, ein italienischer Hersteller von Keramikfliesen aus Sassuolo, der das Team bereits in der Saison 1981 unterstützt hatte. Das Karomuster auf den weiß lackierten Teilen des Autos sollte an Wandfliesen erinnern.

## Renneinsätze

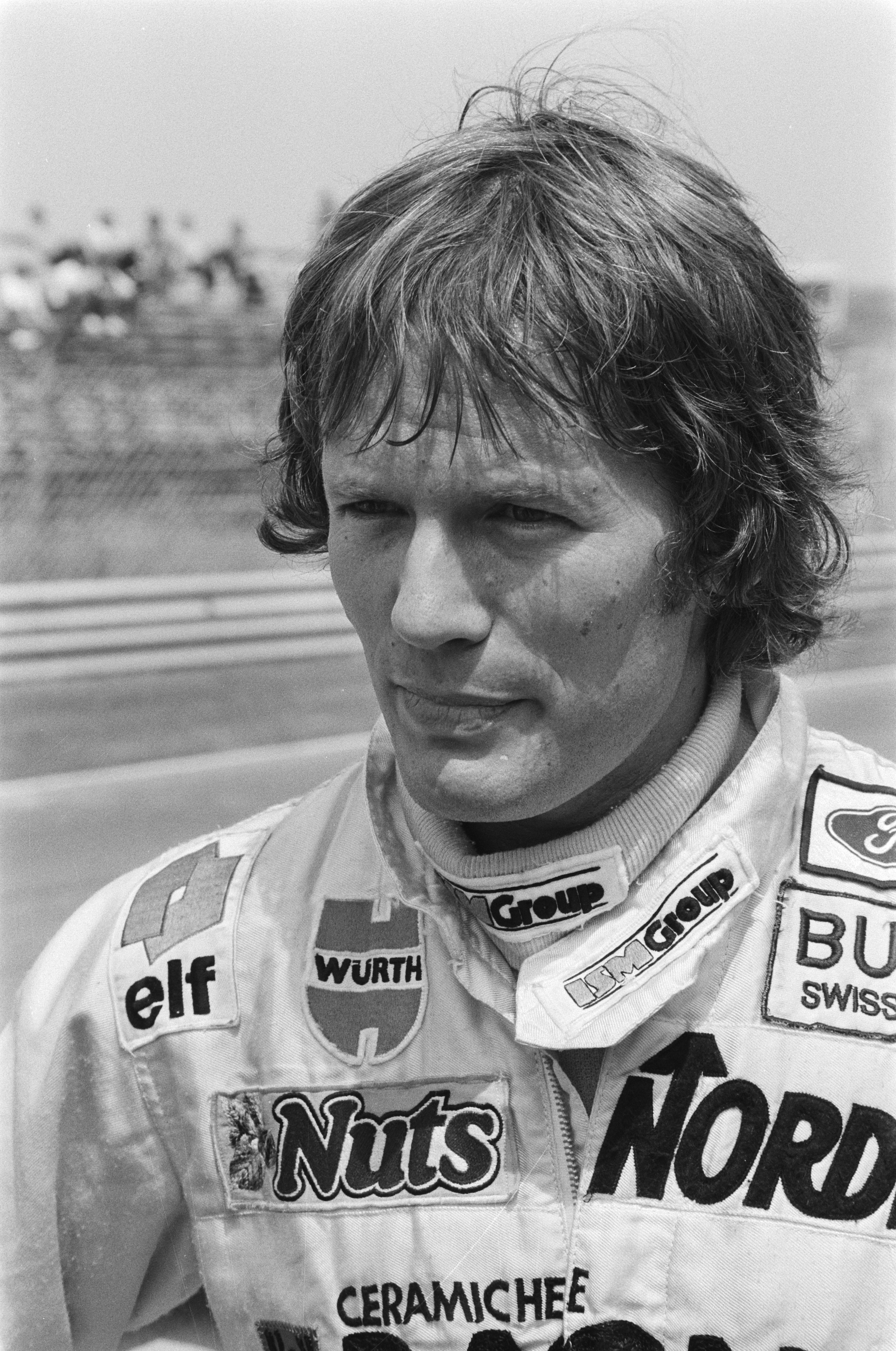
Marc Surer (1982)

Arrows wollte die Saison ursprünglich mit den Fahrern Patrick Tambay und Marc Surer bestreiten. Entsprechende Meldungen sind für den ersten Weltmeisterschaftslauf in Südafrika dokumentiert. Vor dem Rennen ergab sich kurzfristig die Notwendigkeit für Änderungen: Während viele Fahrer aus Protest gegen die von der FISA neu eingeführte Superlizenz in einen Streik gingen und Trainingsläufe sowie einen Teil der Qualifikation ausließen, zog sich Tambay, der mit diesen Entwicklungen nicht einverstanden war, ganz aus der Formel 1 zurück. Surer konnte nicht am Rennen teilnehmen, weil er bei einer Testfahrt mit dem A4/2 am 15. Januar 1982 einen Unfall erlitten und sich das Handgelenk gebrochen hatte. Anstelle der beiden ursprünglich vorgesehenen Fahrer sprangen der Brite Brian Henton und der Italiener Mauro Baldi bei Arrows ein; Baldi, der in der zurückliegenden Saison die Formel-3-Europameisterschaft gewonnen hatte, debütierte bei Arrows in der Formel 1.
Die beiden Fahrer, die mit dem A4 keine Erfahrung hatten, qualifizierten sich für das Auftaktrennen in Kyalami nicht. Henton verpasste beim anschließenden Großen Preis von Brasilien wiederum die Qualifikation, Baldi qualifizierte sich zum Großen Preis der USA West nicht. Seine erste Zielankunft erreichte der A4 in Brasilien, wo Baldi mit sechs Runden Rückstand als Zwölfter ins Ziel lief, nach den Disqualifikationen von Nelson Piquet (Brabham) und Keke Rosberg (Williams) letztlich aber als Zehnter gewertet wurde. Den Auftakt zur sogenannten Europäischen Saison in Imola ließ Arrows wie die meisten anderen britischen Teams aus sportpolitischen Gründen aus.
Nach seiner Genesung kehrte Surer anlässlich des Großen Preises von Belgien zu Arrows zurück und ersetzte Henton, der daraufhin ein Cockpit bei Tyrrell erhielt. Mit Ausnahme der Großen Preise der Schweiz und von Las Vegas, wo er jeweils mit dem neuen A5 an den Start ging, fuhr Surer regelmäßig den A4. Surer qualifizierte sich für jeden Weltmeisterschaftslauf. In Belgien kam er mit vier Runden Rückstand als Achter ins Ziel, wurde aber nach der nachträglichen Disqualifikation des McLaren-Piloten Niki Lauda als Siebter gewertet. Die erste Zielankunft in den Punkterängen erreichte der Arrows A4 beim achten Saisonrennen in Kanada, das Surer mit einer Runde Rückstand auf Platz fünf beendete. Seine letzte Zielankunft mit dem A4 erreichte Surer beim Großen Preis von Deutschland, bei dem er Sechster wurde. Danach fiel er noch zweimal nach technischen Defekten aus.
Nachdem Baldi zu Saisonbeginn zunächst dreimal die Qualifikation verpasst hatte, besserten sich seine Leistungen ab dem Frühsommer. Mit Ausnahme des Großen Preises der Schweiz qualifizierte er sich ab dem Rennen in Detroit zu jedem Weltmeisterschaftslauf. In den Niederlanden kam er als Sechster ins Ziel und fuhr damit seinen ersten Weltmeisterschaftspunkt ein. Das gleiche Ergebnis erzielte Baldi in Österreich.
Zum Ende der Saison belegte Arrows mit fünf Weltmeisterschaftspunkten Rang 10 der Konstrukteurswertung. Surer blieb auch in der kommenden Saison bei Arrows, während Baldi 1983 ein Cockpit bei Alfa Romeo erhielt.

## Ergebnisse
| Fahrer               | Nr.                  | 1   | 2   | 3   | 4 | 5   | 6   | 7   | 8 | 9  | 10  | 11  | 12  | 13  | 14  | 15  | 16 | Punkte | Rang |
| -------------------- | -------------------- | --- | --- | --- | - | --- | --- | --- | - | -- | --- | --- | --- | --- | --- | --- | -- | ------ | ---- |
| Formel-1-Saison 1982 | Formel-1-Saison 1982 |     |     |     |   |     |     |     |   |    |     |     |     |     |     |     |    | 5      | 10.  |
| B. Henton            | 29                   | DNQ | DNQ | DNF |   |     |     |     |   |    |     |     |     |     |     |     |    | 5      | 10.  |
| M. Surer             | 29                   |     |     |     |   | 7   | 9   | 8   | 5 | 10 | DNF | 13  | 6   | DNF |     | DNF |    | 5      | 10.  |
| M. Baldi             | 30                   | DNQ | 10  | DNQ |   | DNF | DNQ | DNF | 8 | 6  | 9   | DNF | DNF | 6   | DNQ |     | 11 | 5      | 10.  |